# Kanadisches Militärordinariat
Das Kanadische Militärordinariat ist das Militärordinariat in Kanada und zuständig für die Kanadischen Streitkräfte.

## Geschichte
Das Militärordinariat in Kanada betreut Angehörige der Streitkräfte des Landes katholischer Konfessionszugehörigkeit seelsorgerlich. Es wurde durch Papst Pius XII. am 17. Februar 1951 errichtet. Nach gegenseitigem Beschluss zwischen dem Heiligen Stuhl und der Parlamentarischen Monarchie Kanada befindet sich der Sitz des Militärordinariats in Ottawa.

## Militärbischöfe
| Nr. | Name                 | Amt                        | von                | bis              |
| --- | -------------------- | -------------------------- | ------------------ | ---------------- |
| 1   | Charles Leo Nelligan | Bischof von Pembroke       | 20. September 1939 | 19. Mai 1945     |
| 2   | Maurice Kardinal Roy | Erzbischof von Québec      | 8. Juni 1946       | 12. Mai 1982     |
| 3   | Francis John Spence  | Erzbischof von Kingston    | 14. März 1982      | 28. Oktober 1987 |
| 4   | André Vallée PME     | Titularbischof von Sufasar | 28. Oktober 1987   | 19. August 1996  |
| 5   | Donald Thériault     |                            | 25. März 1998      | 8. April 2016    |
| 6   | Scott McCaig CC      |                            | 8. April 2016      |                  |